# Julien Foucaud

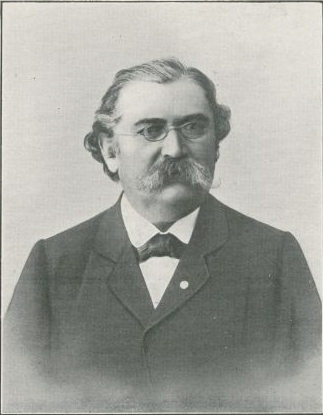

Julien Foucaud (Cabariot, 2 luglio 1847 – Rochefort, 26 aprile 1904) è stato un botanico francese.

## Biografia
Dal 1867 al 1885, è stato assistente insegnante e insegnante in diverse scuole nel dipartimento della Charente Marittima. Nel febbraio 1885, è stato nominato direttore del giardino botanico di Rochefort.
Nel febbraio 1878 è diventato membro della Société Botanique de France. Il genere di pianta con il nome botanico foucaudii è stato così chiamato in suo onore. In collaborazione con Georges Rouy, ha descritto numerose specie vegetali.

## Opere principali
- Flore de l'ouest de la France; ou, Description des plantes qui croissent spontanément dans les départements de: Charente-Inférieure, Deux-Sèvres, Vendée, Loire-Inférieure, Morbihan, Finistère, Côtes-du-Nord, Ille-et-Vilaine (1886), con James Lloyd.[4]
- Flore de France; ou, Description des plantes qui croissent spontanément en France, en Corse et en Alsace-Lorraine (1893–1913), con Georges Rouy, Edmond Gustave Camus e Jean-Nicolas Boulay.[5]
- Trois semaines d'herborisations en Corse (1898), con Eugène Simon.[6]